# Vaulx, Pas-de-Calais

Vaulx este o comună în departamentul Pas-de-Calais, Franța. În 1 ianuarie 2022 avea o populație de 94 de locuitori.